# Bình Phú, Gò Công Tây
Bình Phú là một xã thuộc huyện Gò Công Tây, tỉnh Tiền Giang, Việt Nam.

## Địa lý
Xã Bình Phú có diện tích 13,28 km², dân số năm 1999 là 7.933 người, mật độ dân số đạt 597 người/km².